# Deutscher Amateur-Radio-Club
Deutscher Amateur Radio Club (DARC) – Niemiecki Klub Krótkofalowców, założony 8 września 1950 w Kilonii. Powstanie klubu nie jest równoznaczne z początkami krótkofalarstwa w Niemczech, które datowane jest na lata 20. XX wieku.
DARC jest ogólnokrajową organizacją non-profit zrzeszającą niemieckich krótkofalowców, w 2017 roku miała liczyła ponad 34 tysiące członków.
Proces założenia DARC był ułatwiony dzięki kilku krótkofalowcom ze sprzymierzonych sił okupacyjnych. W tym samym czasie zaczęto używać pierwszych oficjalnych zezwoleń DL, które zostały przyznane rok wcześniej w 1949. Rok ten był również rokiem utworzenia Republiki Federalnej Niemiec.
Pierwszym magazynem krótkofalowców był QRV. W roku 1951 otrzymał nowy tytuł DL QTC, od stycznia 1972 nazywa się CQ DL i jest miesięcznikiem wydawanym do dziś. Od początku pismo wydawane było przez członków dla członków DARC i nigdy nie było sprzedawane w kioskach. Kolejną sprawą było oparte na ustawie pocztowej, przyznane członkom DARC prawo obsługi kart QSL.
W roku 1956 stworzono dyplomy DLD i WAE, które w kolejnych latach zaakceptowane zostały na całym świecie. Członkowie DARC w roku 1959 zainicjowali pierwsze łączności amatorskiego RTTY, w 1960 brali udział w pierwszych łącznościach wykorzystujących odbicie sygnałów od Księżyca (EME) oraz w roku 1961 w pierwszych kontaktach wykorzystujących sztucznego amatorskiego satelitę OSCAR 1.
W roku 1959 w Bonn odbyła się pierwsza konferencja Regionu 1 IARU. Rok później wystartowała pierwsza wystawa krótkofalarska nad Jeziorem Bodeńskim.